# مسابقة كونكاكاف الأولمبية للرجال 2012
مسابقة الكونكاكاف الأولمبية للرجال 2012 سوف تكون بطولة كرة قدم لتحديد المنتخبين المشاركين في الألعاب الأولمبية الصيفية 2012. سيتم تقسيم الفرق الثمانية إلى مجموعتين، تضم كل واحدة أربعة فرق وذالك كما كان في النسخ الماضية من المسابقة. ستقام البطولة في الولايات المتحدة من 22 مارس إلى 2 أبريل 2012، حيث تلعب المباريات على ثلاثة ملاعب في ثلاث مدن.

## التصفيات
جرت تصفيات البطولة في 2011 حيث أسفرت عن تحديد هوية 5 منتخبات أنضمت لمنتخبات كندا، الولايات المتحدة والمكسيك. وقد تأهل فريقين من منطقة الكاريبي في حين ستمثل منطقة أمريكا الوسطى بثلاثة فرق.

### فرق النهائيات
منطقة شمال أمريكا
- كندا
- الولايات المتحدة
- المكسيك

منطقة أمريكا الوسطى
- السلفادور
- هندوراس
- بنما

منطقة الكاريبي
- كوبا
- ترينيداد وتوباغو

## الملاعب
| ناشفيل          | كارسون        | كانساس سيتي              |
| ملعب إل بي فيلد | هوم ديبت سنتر | حديقة لايفسترونغ للرياضة |
| السعة: 68,798   | السعة: 27,000 | السعة: 18,467            |
| --------------- | ------------- | ------------------------ |

## وصلات خارجية
- - تصفيات كونكاكاف الأولمبية الرجال 2011